# CF Vilanova i la Geltrú
CF Vilanova i la Geltrú is een Spaanse voetbalclub uit Vilanova i la Geltrú in de regio Catalonië. De club heeft als thuisstadion het Estadi Associació d'Alumnes Obrers.

## Geschiedenis
Op 8 oktober 1916 werd Associació d'Alumnes Obrers opgericht in Vilanova i la Geltrú, een prominente sportclub in het plaatsje waar naast voetbal ook atletiek en wielrennen werd beoefend. Het voetbalteam speelde jarenlang in de Campionat de Catalunya de Segona Categoria. De voetbaltak van Associació d'Alumnes Obrers werd in 1929 echter opgeheven. Voor voetbal konden de inwoners van Vilanova i la Geltrú vanaf toen terecht bij Club de Futbol Vilanova en Club de Futbol Catalunya, die kort na de Spaanse Burgeroorlog fuseerden tot Centre de Deports Vilanova. Deze fusieclub hield enige jaren stand, maar werd in 1950 opgeheven. In 1951 werd uiteindelijk CF Vilanova i la Geltrú opgericht en de club speelde op 7 oktober van dat jaar de eerste wedstrijd. Het hoogste niveau waarop CF Vilanova i la Geltrú speelde was de Tercera División, het vierde Spaanse profniveau. De club speelde in drie periodes op dit niveau: 1960-1964, 1965-1970 en 2002-heden. De overige jaargangen was CF Vilanova i la Geltrú actief in de Catalaanse amateurdivisies.